# Marsdenia peraffinis
Marsdenia peraffinis är en oleanderväxtart som beskrevs av Joseph Blake. Marsdenia peraffinis ingår i släktet Marsdenia och familjen oleanderväxter. Inga underarter finns listade i Catalogue of Life.